# Ectaga canescens
Ectaga canescens är en fjärilsart som beskrevs av Walsingham 1912. Ectaga canescens ingår i släktet Ectaga och familjen plattmalar. Inga underarter finns listade i Catalogue of Life.